# Eurosia costinota
Eurosia costinota är en fjärilsart som beskrevs av Alfred Ernest Wileman. Eurosia costinota ingår i släktet Eurosia och familjen björnspinnare. Inga underarter finns listade i Catalogue of Life.